# In Wahrheit: In einem anderen Leben
In einem anderen Leben ist ein deutscher Kriminalfilm aus dem Jahr 2021 von Regisseur Jens Wischnewski. Es handelt sich um die fünfte Folge der ZDF-Filmreihe In Wahrheit mit Christina Hecke in der Rolle der Hauptermittlerin Judith Mohn. Der Fall basiert auf einer wahren Begebenheit.
Die Erstausstrahlung des Films im deutschen Fernsehen erfolgte am 23. April 2021 im Programm von arte, nachdem der Film im Internet bereits einen Tag eher abzurufen war. Die Ausstrahlung im Abendprogramm des ZDF erfolgte vier Monate später am 21. August 2021.

## Handlung
Ein LKW kollidiert nachts auf einer einsamen Landstraße mit einem Mann, der unvermittelt auf die Fahrbahn gelangt. Der Fahrer hält sofort an und findet den Sterbenden. Da diesem nicht mehr zu helfen ist, lässt er ihn im angrenzenden Wald liegen und fährt weiter.
Rückblick: Bei der Polizei in Saarlouis geht eine Anzeige von Barbara Falk ein. Sie wurde in ihrem Haus überfallen, mit K.-o.-Tropfen betäubt und vergewaltigt, während ihr Mann gerade auf einer Klassenreise in Polen ist. Kommissar Markus Zerner übernimmt die erste Befragung und lässt Spuren sichern. Da die Erinnerung der Geschädigten Lücken aufweist und nicht genug Fremd-DNA gefunden wird, gibt es nicht viele Ansatzpunkte für eine erfolgversprechende Ermittlung. Eine Äußerung des Täters, an die sich Barbara Falk am nächsten Tag erinnert, lässt auf einen Frauenhasser schließen. So recherchieren Kriminalkommissarin Judith Mohn und ihr Kollege Freddy Breyer nach alten Fällen mit ähnlichem Tatmuster. Dabei stoßen sie auf einen Fall in Saarbrücken vor einigen Monaten. Mohn und Breyer suchen Frau Melek Ergün auf, doch sie verweigert die Mitarbeit, um nicht wieder an die traumatischen Ereignisse erinnert zu werden. Die Recherche in dem seinerzeit zuständigen Polizeirevier unter Leitung von Mirco Hambach, deutet auf recht schlampige Ermittlungen der Kollegen hin. Judith Mohn gibt aber nicht so leicht auf. Sie versucht den Weg von Melek Ergün in der Nacht des Überfalls nachzuspüren und entdeckt so Bereiche, wo es Überwachungskameras gibt. Das führt zu einem Tatverdächtigen: Lenny Haas. Haas wird festgenommen und verhört. Er leugnet alle Anschuldigungen und man kann ihm den Überfall auf Barbara Falk nicht nachweisen. Zudem mehren sich hier auch Unstimmigkeiten, so gibt es keine Einbruchsspuren am Haus und Falk leidet offensichtlich an Depressionen, weshalb sie Psychopharmaka einnimmt. Darauf angesprochen, zieht Falk, die sichtlich unter einem Trauma leidet, was aber niemand außer Mohn zu registrieren scheint, ihre Aussage zurück. In der Folge werden die Ermittlungen zum Fall Barbara Falk eingestellt, was den gänzlichen psychischen Zusammenbruch des Opfers nach sich zieht und Falk sich in stationäre Behandlung begeben muss. Hier verschwindet sie eines Tages und wird erhängt im Wald aufgefunden.
Kommissarin Mohn lässt der Fall, der mit dem Suizid des Opfers endete, keine Ruhe. Zeitgleich gibt es einen Mordfall, der gewisse Parallelen aufweist und sehr wahrscheinlich als reine Vergewaltigung geplant war, aber dann als Mord an dem Opfer endete. Die Suche nach einem Muster, wonach sich der Täter seine Opfer vermutlich aussuchte, führt zu einem Umzugsunternehmen. Das erklärt die fehlenden Einbruchsspuren, da die Kunden den Umzugsleuten die Hausschlüssel anvertraut hatten. Dringend tatverdächtig ist daraufhin Arno Biewer, doch auch gegen ihn reichen die Beweise nicht aus, um ihn anzuklagen.
Fünf Jahre später wird bei Waldarbeiten eine männliche Leiche gefunden. Erste Anzeichen deuten auf einen Zusammenstoß mit einem LKW. Interessanter ist jedoch die Tatsache, dass es sich bei dem Opfer um Arno Biewer handelt. Kommissarin Mohn interessiert sich daraufhin für die Angelegenheit und lässt sich von Biewers Vermieterin dessen „Nachlass“ aushändigen. Hier findet sich eine Kiste mit zahlreichen Schlüsseln, darunter auch einer für das Haus von Barbara und Oliver Falk. Weitere Beweise belegen nun eindeutig die Täterschaft Biewers – für Barbara Falk allerdings fünf Jahre zu spät. Falks Ehemann gelang es in dieser langen Zeit der Trauer nicht, sein eigenes Trauma zu überwinden. Um dies zu ändern und die Freilassung von Biewer nicht tatenlos hinnehmen zu müssen, hatte er sich den Mann, der seine Frau in den Tod getrieben hatte, vor einiger Zeit vorgenommen und ihn zum Geständnis seiner Taten gezwungen. Biewer konnte zwar fliehen, lief dabei aber vor den LKW.
Oliver Falk wurde wegen Entführung, Freiheitsberaubung und unerlaubtem Waffenbesitz zu einer Haftstrafe von einem Jahr und vier Monaten verurteilt. Die Strafe wurde zur Bewährung ausgesetzt.

## Dreharbeiten
Die Dreharbeiten unter dem Arbeitstitel In Wahrheit - Zweifel erfolgten vom 07. Juli bis zum 6. August 2020 in Hamburg und im Saarland.

## Rezeption

### Einschaltquote
Die Erstausstrahlung im ZDF von In einem anderen Leben am 21. August 2021 wurde in Deutschland von 4,65 Millionen Zuschauern gesehen und erreichte einen überdurchschnittlichen Marktanteil von 21,6 Prozent.

### Kritik
Tilmann P. Gangloff beurteilte diese Episode bei tittelbach.tv positiv und meinte: „Der Film hat Schwächen, ist aber sehenswert, nicht nur, weil die Handlung immer wieder unerwartete Haken schlägt.“
Bei film-rezensionen.de stellte Oliver Armknecht fest: „‚In Wahrheit: In einem anderen Leben‘ macht den Frust der einen ebenso deutlich wie die Verzweiflung der anderen. Vor allem zum Ende hin wurde viel dafür getan, dass einem die Geschichte zu Herzen geht. Dabei gelingt es Regisseur Jens Wischnewski, die Balance aus Handlung und Emotionalität zu halten.“
Die Redaktion von TV Spielfilm beurteilte den Krimi mit der besten Wertung („Daumen nach oben“) und meinte: „Eine Stärke von Mohns fünftem Fall sind die spannenden falschen Fährten und vor allem die erschütternde Wendung kurz vor Schluss. Diesen Schock hätte man ruhig so stehen lassen sollen, stattdessen mildert ihn eine Art Rahmenhandlung nur unnötig ab.“